# 佐藤仁 (競輪選手)
佐藤 仁（さとう ひとし、1962年10月3日 - ）は、元競輪選手。日本競輪学校（当時。以下、競輪学校）58期生。
現役時代は日本競輪選手会青森支部所属（登録地は秋田県）。ホームバンクは青森競輪場。師匠は福地清（競輪学校29期生）。

## 来歴
中央大学在学中の1984年、ロサンゼルスオリンピックに日本代表として出場。自転車競技の新種目として実施されたポイントレースに出場したが、予選敗退に終わった。
その後、1985年に競輪学校58期生として入学。在校競走成績は第2位（80勝）であった。
1986年9月5日、川崎競輪場でデビュー、デビュー戦で初勝利を挙げた。
1988年、全日本新人王戦で決勝2着（優勝は長谷部純也）。
1989年、日本選手権競輪（花月園競輪場）で決勝戦に進出し9着、同年のオールスター競輪（静岡競輪場）でも決勝4着。同年6月25日に静岡競輪場で記録した上がりタイム10.8は、30年以上が経過した2023年時点でもバンク記録である。
2021年1月19日、選手登録消除。通算2789戦298勝（優勝30回）。

## 主な記録
- バンクレコード - 静岡競輪場（10.8秒、1989年6月25日）